# Kuća Petrić u Vrboskoj
Kuća Petrić nalazi se u Vrboskoj, općina Jelsa, otok Hvar.

## Opis
Gotičko-renesansna stambena kuća izgrađena je u središtu Vrboske, sjeverozapadno od crkve-tvrđave. Stambena jednokatnica s potkrovljem pravokutnog je tlocrta. Na nadvratniku vrata uklesana je godina 1573., vjerojatno godina izgradnje. Kuću odlikuju stilski detalji otvora, profilirane konzole na južnom i zapadnom pročelju te gotičko pilo u interijeru.

## Zaštita
Pod oznakom Z-4994 zavedena je kao nepokretno kulturno dobro - pojedinačno, pravna statusa zaštićena kulturnog dobra, klasificirano kao "profana graditeljska baština".